# Холл, Брэд
Брэд Холл (англ. Brad Hall; род. 16 ноября 1990, Кроли, Юго-Восточная Англия, Великобритания) — британский бобслеист, серебряный призёр чемпионата мира 2023 года, чемпион Европы 2023 года, участник двух Олимпийских игр (2018 и 2022 годов).

## Спортивная карьера
Холл начал заниматься легкой атлетикой в возрасте 16 лет, посвятил себя десятиборью. В десятиборье был особенно хорош в метании диска. Его лучший результат в десятиборье составил 6786 очков. Перешёл в бобслей в сезоне зимних видов спорта 2011/12 годов.
31 января 2015 года дебютировал на этапе Кубка мира по бобслею в составе британской команды-двоек, где был рулевым. В четвёрках дебютировал в этом же сезоне в феврале в Иглсе.
На олимпийских играх 2018 года в Пхёнчхане Брэд Холл стал 12-м в итоговой таблице в двойках и 17-м в четвёрках.
В 2022 году во второй раз в карьере Холл принял участие в зимних Олимпийских играх. В качестве пилота двоек занял итоговое 11-е место. В четвёрках добился высокого результата, став шестым по итогам четырёх спусков.
В 2023 году на Чемпионате Европы в четвёрках Холл и британская команда стали обладателями золотой медали. На чемпионате мира 2023 года в Санкт-Морице в четвёрках Холл стал серебряным призёром.

## Результаты

### Олимпийские игры
| Олимпийские игры | Двойки | Четвёрки |
| ---------------- | ------ | -------- |
| 2018 Пхёнчхан    | 12     | 17       |
| 2022 Пекин       | 11     | 6        |